# Menstrualna čašica
Menstrualna čašica je menstrualni higijenski proizvod koji se umeće u rodnicu tijekom menstruacije. Njena je svrha prikupljanje menstrualne tekućine (krv iz sluznice maternice pomiješana s drugim tekućinama). Menstrualne čašice obično su izrađene od fleksibilnog medicinskog silikona, lateksa ili termoplastičnog izomera. Oblikovane su poput zvona sa stabljikom ili prstenom. Stabljika se koristi za umetanje i vađenje čašice. Zvonasta čašica prijanja uz stijenku rodnice neposredno ispod vrata maternice. Svakih 4 do 12 sati (ovisno o jačini menstrualnog protoka) čašica se uklanja, prazni, ispire i ponovno postavlja u rodnicu. Nakon svake menstruacije, čašicu je potrebno očistiti.
Za razliku od tampona i uložaka, čašice skupljaju menstrualnu tekućinu umjesto da je apsorbiraju. Jedna čašica može se koristiti čak do 10 godina. Time su njihovi dugoročni troškovi niži od troškova tampona ili uložaka za jednokratnu upotrebu, iako su početni troškovi veći. Menstrualne čašice također se promiču kao praktičnije i ekološki prihvatljivije od uložaka i tampona. S obzirom na to da se menstrualna čašica može ponovno koristiti, njezina uporaba uvelike smanjuje količinu otpada nastalog tijekom menstrualnih ciklusa jer nema dnevnog otpada, a smanjuje se i količina odbačene ambalaže.
Većina brendova prodaje menstrualne čašice u manjoj i većoj veličini. Neke menstrualne čašice prodaju se bezbojne i prozirne, ali nekoliko brendova nudi i čašice u boji.
Menstrualne čašice sigurna su opcija u odnosu na druge oblike menstrualne higijene.

## Korištenje
Menstrualna čašica prvo se presavije ili stisne, a zatim umetne u rodnicu. Obično će se automatski otvoriti i pričvrstiti se na vratu maternice. U nekim slučajevima osoba će možda morati okrenuti čašicu ili napregnuti vaginalne mišiće kako bi bila sigurna da je čašica potpuno otvorena. Ako je pravilno umetnuta, čašica ne bi trebala curiti niti uzrokovati neugodu. Stabljika bi trebala biti potpuno unutar rodnice, a ako nije, višak se može odrezati. Za umetanje postoje različite tehnike presavijanja kao što su c-preklop, kao i preklop na dolje.
Ako je za umetanje čašice potreban lubrikant, on bi trebalo biti na bazi vode jer silikonski lubrikant može oštetiti silikon.
Nakon 4 do 12 sati korištenja (ovisno o jačini krvarenja), čašica se uklanja tako da se dohvati stabljika kako bi se pronašla njena baza. Samo povlačenje stabljike se ne preporučuje za uklanjanje čašice jer to može stvoriti "usisavanje". Dno čašice se lagano pritisne kako bi se otpustio vakuum koji se stvorio njenim pravilnim umetanjem i čašica se izvadi. Nakon pražnjenja, menstrualnu čašicu treba isprati ili obrisati pa ponovno umetnuti. Može se oprati blagim sapunom i sterilizirati u kipućoj vodi nekoliko minuta na kraju ciklusa. Alternativno, otopine za sterilizaciju (koje se koriste za sterilizaciju dječjih bočica i pumpi za izdajanje) mogu se koristiti za namakanje čašice. Upute za čišćenje čašica razlikuju se ovisno o proizvođačima.

### Prednosti
- Kada se koristi menstrualna čašica, menstrualna tekućina se skuplja nakon što istječe iz vrata maternice i zadržava se u tekućem obliku. Tamponi apsorbiraju tekućinu i zadržavaju ju u polukoaguliranom obliku uz grlić maternice.[8]
- Ako osoba treba pratiti količinu menstruacije (npr. iz zdravstvenih razloga), menstrualna čašica omogućuje joj da upravo to i učini.
- Osobe koje koriste menstrualnu čašicu koriste 1-2 litre vode za njihovo čišćenje.[9]

### Studije prihvatljivosti
Randomizirano kontrolirano ispitivanje u Kanadi iz 2011. istraživalo je jesu li silikonske menstrualne čašice održiva alternativa tamponima i otkrilo je da je približno 91% žena u skupini menstrualnih čašica reklo da će nastaviti koristiti čašicu i preporučiti je drugima. U kliničkoj studiji iz 1991. godine u kojoj je sudjelovala 51 žena, 23 sudionice (45%) otkrile su da su gumene menstrualne čašice prihvatljiv način upravljanja menstruacijom.
U pilot projektu među izbjeglicama u Ugandi 87% osoba koristilo je menstrualnu čašicu redovito tijekom 3 mjeseca.
U randomiziranoj kontroliranoj studiji izvedivosti u ruralnoj zapadnoj Keniji, adolescentkinjama iz osnovne škole bile su na raspolaganju menstrualne čašice ili higijenski ulošci umjesto tradicionalnih predmeta od tkanine ili maramica za menstrualnu njegu. Djevojke kojima je dana menstrualna čašica imale su manju učestalost spolno prenosivih infekcija od kontrolne skupine. Također, učestalost bakterijske vaginoze bila je niža među korisnicama čašica u usporedbi s korisnicama higijenskih uložaka ili onima koje su nastavile s uobičajenom praksom. Nakon šest mjeseci, korisnice menstrualnih čašica oslobodile su se neugodnih curenja i mirisa te su se mogle uključiti u razredne aktivnosti i sport bez osjećaja poniženja ili zadirkivanja.

### Pristup vodi i higijena
- Čišćenje menstrualne čašice u javnom WC-u može predstavljati problem jer se umivaonici za pranje ruku obično, iako ne uvijek, nalaze u zajedničkom prostoru javnog WC-a, a ne u WC kabini. S obzirom na to, neki proizvođači preporučuju brisanje čašice čistom maramicom i njeno čišćenje prvom mogućom prilikom koja omogućuje privatnost. Osobe koje koriste čašicu također sa sobom mogu nositi malu bočicu vode da isperu čašicu iznad WC-a, a druga mogućnost je da koriste vlažne maramice. S obzirom na to da čašice moraju biti ispražnjene tek nakon pola dana korištenja ili rjeđe (osim ako je krvarenje obilnije), većina osoba koje koriste čašicu ne moraju je prazniti i čistiti u javnim WC-ima, već mogu pričekati da se vrate kući.
- Nedostatak čiste vode i sapuna za pranje ruku, potreban prije umetanja čaše, predstavlja problem osobama u zemljama u razvoju.[13] Umetanje zahtijeva temeljito pranje čašice i ruku kako bi se izbjeglo unošenje novih bakterija u rodnicu, što može povećati rizik od infekcija urinarnog trakta i drugih infekcija.[14] Higijenski ulošci za jednokratnu i višekratnu uporabu ne zahtijevaju jednaku razinu higijenu ruku, iako ulošci za višekratnu uporabu također zahtijevaju pristup vodi za njihovo pranje.
- Budući da menstrualne čašice zahtijevaju kuhanje jednom mjesečno, to može biti problem u zemljama u razvoju ako nedostaje vode, drva za ogrjev i dobre higijenske prakse.[15] Druge mogućnosti koje se trenutno koriste, poput krpa koje se peru, mogu biti manje higijenske.
- Uklanjanje menstrualne čašice može biti neuredno. Ponekad se menstrualna krv može proliti tijekom uklanjanja, iako mnoge žene uklanjaju uređaj iznad WC-a kako bi to spriječile.

Prilikom korištenja suhog WC-a koji odvodi urin, menstrualna se krv može isprazniti u dio koji prima izmet. Ako menstrualna krv padne u lijevak za urin, može se isprati vodom.

### Propuštanje
Menstrualne čašice skupljaju menstrualnu tekućinu unutar rodnice i uglavnom ne propuštaju (ako se dovoljno često prazne i pravilno umeću). Neke su osobe doživjele curenje zbog nepravilne uporabe ili veličine čašice. Primjerice, menstrualna čašica može iscuriti ako nije pravilno umetnuta i ne otvori se u potpunosti te se ne zalijepi za stijenke rodnice. Neki čimbenici koji se spominju u vezi s propuštanjem uključivali su menoragiju, neuobičajenu anatomiju maternice, potrebu za većom menstrualnom čašicom i pogrešno postavljanje menstrualne čašice ili činjenicu da je čašica napunjena preko svojih kapaciteta. No, pravilno priljubljivanje čašice uz stijenke vagine i stvaranje vakuuma može zadržati tekućinu u gornjem dijelu vagine i kad je čašica skroz puna.

## Sigurnost
Menstrualne čašice sigurne su ako se koriste prema uputama i nisu pronađeni zdravstveni rizici povezani s njihovom upotrebom.
Nisu provedena medicinska istraživanja kako bi se osiguralo da su menstrualne čašice sigurne prije uvođenja na tržište. Rano istraživanje iz 1962. godine iznijelo je ocijene 50 žena koje su koristile čašicu u obliku zvona. Znanstvenici su uzeli vaginalne brisove, učinili metodu bojenja po Gramu i osnovne aerobne kulture vaginalnih sekreta. Proveden je vaginalni pregled spekulumom i izmjerena je pH vrijednost, ali nisu zabilježene značajne promjene. Ovo izvješće bilo je prvo koje sadrži opsežne informacije o sigurnosti i prihvatljivosti široko korištene menstrualne čašice koje su uključivale i pretklinička i klinička ispitivanja te više od 10 godina postmarketinškog nadzora.
U jednom izvješću o slučaju zabilježen je razvoj endometrioze i adenomioze u jedne osobe koja je koristila menstrualnu čašicu. Nadalje, jedno istraživanje s malim uzorkom ukazalo je na moguću vezu. Stoga su dvije organizacije izdale kombinirano priopćenje u kojem se traži daljnje istraživanje. Međutim, Američka uprava za hranu i lijekove odbila je ukloniti menstrualne čašice s tržišta, rekavši da nema dovoljno dokaza o riziku.
U randomiziranom kontroliranom pokusu iz 2011. mjerena je urovaginalna infekcija u usporedbi korištenja menstrualne čašice i tampona te nije pronađena razlika.
Nisu utvrđene razlike u rastu Staphylococcus aureusa, niti štetnosti po zdravlje među djevojkama u ruralnoj zapadnoj Keniji koje su dobile menstrualne čašice u usporedbi s onima koje koriste higijenske uloške ili nastavljaju svoju uobičajenu praksu.
Menstrualne čašice mogu se koristiti s IUD-om međutim, postoji nejasna povezanost u vezi s izbacivanjem IUD-a.

### Sindrom toksičnog šoka
Sindrom toksičnog šoka (TSS) potencijalno je smrtonosna bakterijska bolest. Znanstvenici su prepoznali povezanost između TSS-a i upotrebe tampona, iako točna veza ostaje nejasna. Sindrom toksičnog šoka uzrokovan korištenjem menstrualne čašice čini se izuzetno rijedak. Vjerojatni je razlog tome to što menstrualne čašice nisu upijajuće, ne nadražuju tkivo sluznice rodnice i stoga ne mijenjaju vaginalnu floru u bilo kojoj mjerljivoj količini. Nasuprot tome, može doći do suhoće rodnice i ogrebotina ako tampon koji se koristi upija više nego što je potrebno za menstruaciju zbog čega se apsorbira i tekućina koja bi trebala obložiti stijenku vagine. Istraživanja su pokazala da čašica nema utjecaja na vaginalnu floru, što znači da nema utjecaja na prisutnost S. aureus, na bakterije koje mogu uzrokovati TSS. Rizik od TSS-a povezanog s cervikalnim kapicama koje se koriste za kontracepciju u ženskoj barijernoj metodi također je vrlo nizak. Vratne kapice i menstrualne čašice izrađene su uglavnom od medicinskog silikona ili lateksa.
Široko objavljena studija pokazala je da in vitro bakterije povezane sa sindromom toksičnog šoka (TSS) mogu rasti na menstrualnim čašicama.
Recenzijom iz 2019. utvrđeno je da je rizik od sindroma toksičnog šoka pri upotrebi menstrualnih čašica nizak, a pet je slučajeva identificirano njihovim pretraživanjem literature. Podaci iz Sjedinjenih Američkih Država pokazali su da je stopa TSS-a niža u žena koje koriste menstrualne čašice u odnosu na one koje koriste tampone s visokom upijanjem. Rizik od infekcije sličan je ili manji kod menstrualnih čašica u usporedbi s ulošcima ili tamponima.

## Vrste
Menstrualne čašice općenito su zvonastog oblika, uz nekoliko iznimaka. Većina proizvođača koristi medicinski silikon kao materijal za menstrualnu čašicu, iako su lateks i termoplastični elastomer često korišteni materijali. Menstrualne čašice izrađene od silikona općenito su dizajnirane da traju 1 do 5 godina.
Većina menstrualnih čašica na tržištu je za višekratnu uporabu, a ne za jednokratnu upotrebu.

### Veličina, oblik i fleksibilnost
Većina marki menstrualnih čašica prodaje manje i veće veličine čašica. Manja veličina obično se preporučuje osobama mlađim od 30 godina ili osobama koje nisu rodile vaginalno. Veća veličina obično se preporučuje osobama starijim od 30 godina ili su rodile vaginalno ili imaju obilnije menstruacije. Međutim, nije bilo studija koje bi pokazale potrebu za različitim veličinama čašica prema dobi ili paritetu. Čašice u još manjim veličinama preporučuju se osobama u tinejdžerskoj dobi, kao i osobama koje su u boljoj fizičkoj formi jer će onima s jačim mišićima dna zdjelice veća čašica biti neugodna. Ako grlić maternice sjedi posebno nisko ili je nagnut, kraća čašica može biti prikladnija. Kapacitet je važan za osobe koje imaju veći menstrualni protok. Prosječna menstrualna čašica drži oko 20 ml. Neke su čašice dizajnirane tako da budu veće i sadrže 37–51 ml. Većina veličina ima veći kapacitet od običnog tampona koji je 10-12 ml. 
Menstrualne čašice također se razlikuju po čvrstoći ili fleksibilnosti. Neke marke nude različite čvrstoće svojih čašica. Čvršća čašica lakše se otvara nakon umetanja i može se konzistentnije držati uz stijenku rodnice (sprječavajući curenje), no nekim su osobama mekše čašice ugodnije za umetanje.

### Boja
Silikon od kojeg se proizvodi većina marki čašica prirodno je bezbojan i proziran. Nekoliko marki nudi čašice u boji, kao i bezbojne. Prozirne čašice gube početni izgled brže od obojenih – tijekom upotrebe dobivaju žućkaste mrlje. Nijansa čašice u boji može se promijeniti s vremenom, iako mrlje često nisu tako očite na čašicama u boji. Mrlje na bilo kojoj boji čašice često se mogu ukloniti ili barem posvijetliti natapanjem čašice u razrijeđenom vodikovom peroksidu i/ili ostavljanjem na suncu nekoliko sati.
Većina proizvedenih čašica nema drugih dodataka, osim čašica u boji. Korištena boja je prijavljena kao sigurna i odobrena od FDA-a za medicinsku uporabu i bojanje hrane.

### Slični proizvodi
Menstrualni diskovi (koji se nazivaju i cervikalna kapa) u obliku su diska, poput dijafragme, s fleksibilnim vanjskim prstenom i mekim, sklopivim središtem. Skupljaju menstrualnu tekućinu poput menstrualnih čašica, ali ostaju na mjestu držeći se iza stidne kosti umjesto da se oslanjaju na "usisavanje" odnosno vakuum. Menstrualni diskovi dolaze u varijantama za jednokratnu i višekratnu uporabu.

## Trošak
Troškovi menstrualnih čašica uvelike variraju, od 0,7 USD do 47 USD (4.50 HRK do 300 HRK) po čašici (na temelju pregleda 199 robnih marki menstrualnih čašica dostupnih u 99 zemalja 2019.).
Menstrualni proizvodi za višekratnu upotrebu (uključujući menstrualne čašice) su ekonomičniji od proizvoda za jednokratnu upotrebu. Novac će se uštedjeti korištenjem menstrualne čašice, u usporedbi s drugim opcijama, poput tampona. Osoba u razvijenoj zemlji troši u prosjeku 60 USD odnosno 384 HRK godišnje na uloške i tampone. Ako osoba ima menstruaciju 40 godina, doživotni trošak za uloške i tampone iznosi 2400 USD odnosno preko 15 000 HRK. Ako prosječna silikonska menstrualna čašica traje između jedne i pet godina, tada bi ih za 40 godina menstruacija bilo potrebno između 8 i 40. Ako menstrualna čašica košta 30 USD odnosno 192 HRK (troškovi se razlikuju ovisno o proizvođaču), doživotni trošak menstrualne čašice iznosio bi između 240 USD i 1.200 USD odnosno između otprilike 1530 i 7680 HRK.
Prvotni trošak menstrualne čašice može biti skup za osobe iz kućanstava s niskim prihodima, posebno u zemljama u razvoju. Kupovina uložaka ili korištenje krpa mjesečno može se činiti pristupačnijim od kupnje menstrualne čašice, iako su troškovi života veći.

## Utjecaj na okoliš
Budući da su za višekratnu uporabu, menstrualne čašice pomažu smanjiti čvrsti otpad. Nekim higijenskim ulošcima za jednokratnu upotrebu i aplikatorima za plastične tampone može biti potrebno 25 godina da se razgrade u oceanu i mogu uzrokovati značajan utjecaj na okoliš. Dostupne su i biorazgradive sanitarne mogućnosti koje se razgrađuju u kraćem vremenskom razdoblju, ali one se moraju kompostirati, a ne odlagati na odlagališta.
Kada se razmatra 10-godišnje razdoblje, otpad od kontinuirane uporabe menstrualne čašice samo je mali dio otpada od uložaka ili tampona. Primjerice, u usporedbi s korištenjem 12 uložaka po mjesecu, upotreba menstrualne čašice sastojala bi se od samo 0,4% plastičnog otpada.
Procjenjuje se da se svake godine u Sjevernoj Americi odbaci 20 milijardi uložaka i tampona. Obično završe na odlagalištima ili se spaljuju, što može imati veliki utjecaj na okoliš. Većina uložaka i tampona izrađeni su od pamuka i plastike. Za plastiku je potrebno oko 50 ili više godina, a pamuk počinje propadati nakon 90 dana ako je kompostiran.
S obzirom na to da se menstrualna čašica može ponovno koristiti, njezina uporaba uvelike smanjuje količinu otpada nastalog tijekom menstrualnih ciklusa jer nema dnevnog otpada, a smanjuje se i količina odbačene ambalaže. Nakon što im životni vijek istekne, silikonske čašice odlažu se na odlagališta ili se spaljuju.
Menstrualne čašice mogu se isprazniti u malu rupu u tlu ili u hrpe komposta, budući da je menstrualna tekućina dragocjeno gnojivo za biljke, a mikroorganizmi u tlu brzo će uništiti sve uzročnike spolno prenosivih bolesti. Voda koja se koristi za ispiranje čašice može se zbrinuti na isti način. Time se smanjuje količina otpadnih voda koju je potrebno pročistiti.
U zemljama u razvoju često nedostaje odgovarajućeg gospodarenja čvrstim otpadom. Ovdje menstrualne čašice imaju prednost u odnosu na tampone i uloške za jednokratnu upotrebu jer ne doprinose problemima čvrstog otpada u zajednicama niti stvaraju neugodan otpad koji bi drugi mogli vidjeti.

## Povijest
Ranu verziju menstrualne čašice u obliku metka patentirala je 1932. primaljska skupina McGlasson i Perkins. Leona Chalmers patentirala je prvu upotrebljivu komercijalnu čašicu 1937. Ostale menstrualne čašice patentirane su 1935., 1937. i 1950. Brend menstrualnih čašica Tassaway predstavljen je šezdesetih godina prošlog stoljeća, no nije doživio komercijalni uspjeh. Rane menstrualne čašice rađene su od gume.
Godine 1987. u Sjedinjenim Američkim Državama proizvedena je još jedna menstrualna čašica od lateksa, The Keeper. Ova se pokazala kao prva komercijalno isplativa menstrualna čašica, a dostupna je i danas. Prva silikonska menstrualna čašica bila je Mooncup britanske proizvodnje 2001. Većina menstrualnih čašica sada je izrađena od medicinskog silikona zbog svoje trajnosti i hipoalergenih svojstava, iako postoje i marke izrađene od TPE (termoplastični elastomer). Menstrualne čašice postaju sve popularnije u svijetu, s mnogo različitihmsrki, oblika i veličina na tržištu. Većina je za višekratnu uporabu, iako se trenutno proizvodi barem jedna marka menstrualnih čašica za jednokratnu upotrebu.
Neke nevladine udruge (NVO) i tvrtke počele su predlagati menstrualne čašice ženama u zemljama u razvoju otprilike od 2010., primjerice u Keniji i Južnoj Africi. Menstrualne čašice smatraju se jeftinijom i ekološki prihvatljivijom alternativom higijenskim tkaninama, skupih ulošcima, ili „ničemu” – što je stvarnost za mnoge žene u zemljama u razvoju.
Iako brojne tvrtke u cijelom svijetu nude ovaj proizvod, oko 2010. godine još uvijek nije bio opće poznat. Što se tiče ostvarivanja zarade, to tvrtkama može biti teško ako jedna menstrualna čašica traje pet godina ili duže. Većina žena za menstrualne čašice dozna putem interneta ili usmene predaje, umjesto, primjerice, putem konvencionalnog oglašavanja na televiziji.

## Društvo i kultura

### Zemlje u razvoju
Menstrualne čašice mogu biti korisne kao sredstvo za održavanje menstrualne higijene za žene u zemljama u razvoju gdje pristup pristupačnim higijenskim proizvodima može biti ograničen. Nedostatak pristupačnih higijenskih proizvoda znači da se često koriste neodgovarajuće, nehigijenske alternative, koje mogu predstavljati ozbiljan zdravstveni rizik. Menstrualne čašice nude dugoročno rješenje u usporedbi s nekim drugim proizvodima za menstrualnu higijenu jer ih nije potrebno mijenjati na mjesečnoj bazi.
Općina Alappuzha u Kerali u Indiji pokrenula je 2019. projekt i besplatno uručila 5.000 menstrualnih čašica svojim stanovnicama. Time se potiče uporaba čašica umjesto biorazgradivih higijenskih uložaka kako bi se smanjila proizvodnja otpada.

### Kulturni aspekti
Menstrualni higijenski proizvodi koje je potrebno umetnuti u rodnicu mogu biti neprihvatljivi iz kulturoloških razloga. Postoje mitovi da smetaju ženskim reproduktivnim organima i da uzrokuju da žene izgube nevinost. Korištenje menstrualne čašice moglo bi razvući ili probiti himen. Budući da neke kulture cijene očuvanje himena kao dokaz djevičanstva, to mlade žene može odvratiti od korištenja čašica.

### Popularna kultura
U epizodi TV serije Younger pod nazivom "Land Code", liku Hilary Duff Kelsey postaje neugodno zbog nesreće s takozvanom "čašicom božicom" zbog koje je prisiljena napustiti važan sastanak.